# 애버딘 FC
애버딘 FC는 스코틀랜드의 애버딘을 연고로 하는 축구 클럽으로, 1903년에 창단되었다. 현재 스코티시 프리미어십에 속해 있다.

## 역사

### 전성기
애버딘은 과거 알렉스 퍼거슨 감독이 팀을 맡았던 시절 스코틀랜드 프리미어리그 3회 우승, 스코틀랜드 컵 4회 우승, UEFA컵위너스컵(82/83) 우승 등 여러 대회에서 총 10번의 우승을 거두며 전성기를 누렸다.

### 최근 성적
2009-10시즌: 9위

2010-11시즌: 9위

2011-12시즌: 9위

2012-13시즌: 8위

2013-14시즌: 3위

## 우승

### 국내
- 스코티시 프리미어십[2]
  - 우승 (4회): 1954–55, 1979–80, 1983–84, 1984–85
  - 준우승: 17회

- 스코틀랜드 컵[2]
  - 우승 (7회): 1946–47, 1969–70, 1981–82, 1982–83, 1983–84, 1985–86, 1989–90
  - 준우승: 9회

- 스코틀랜드 리그 컵[2]
  - 우승 (6회): 1955–56, 1976–77, 1985–86, 1989–90, 1995–96, 2013–14
  - 준우승: 9회

### 유럽 대항전
- UEFA 컵위너스컵[2]

우승: 1982–83
- UEFA 슈퍼컵[2]

우승: 1983

## 선수 명단

### 현역
참고: FIFA 자격 규정에 따라 소속된 국가대표팀 국기를 표시합니다. 선수는 복수의 FIFA 비회원국 국적을 가지고 있을 수 있습니다.
| 번호 | 포지션 | 국적       | 이름            |
| ---- | ------ | ---------- | --------------- |
| 1    | GK     |            | 디미타르 미토프 |
| 4    | MF     | 스코틀랜드 | 그레임 시니     |

| 번호 | 포지션 | 국적 | 이름 |
| ---- | ------ | ---- | ---- |

## 역대 감독
| 감독          | 임기        |
| ------------- | ----------- |
| 알렉스 퍼거슨 | 1978 ~ 1986 |
| 이언 포터필드 | 1986 ~ 1988 |
| 배리 롭슨     | 2023 ~      |